# انسیمانت
انسیمانت (به فرانسوی: Ancemont) یک کامین در فرانسه است که در Canton of Souilly واقع شده‌است.

## خصوصیات
انسیمانت ۱۳٫۳ کیلومترمربع مساحت و ۵۸۲ نفر جمعیت دارد و ۲۰۴ متر بالاتر از سطح دریا واقع شده‌است.